# Eternal Hails......
Eternal Hails...... è il diciottesimo album in studio del gruppo musicale black metal norvegese Darkthrone, pubblicato il 25 giugno 2021 dalla Peaceville Records.

## Descrizione
In copertina è presente l'opera Plutone e Caronte, realizzata dall'artista astronomico David A. Hardy nel 1972.

## Tracce
Testi di Gylve Fenris Nagell.
1. His Master's Voice – 7:17 (musica: Ted Skjellum)
2. Hate Cloak – 9:16 (musica: Gylve Fenris Nagell)
3. Wake of the Awakened – 8:24 (musica: Ted Skjellum)
4. Voyage to a North Pole Adrift – 10:01 (musica: Ted Skjellum)
5. Lost Arcane City of Uppakra – 7:02 (musica: Gylve Fenris Nagell)

## Formazione
- Nocturno Culto - chitarra, basso, voce
- Gylve Fenris Mohawkwind Nagell - batteria

## Classifiche
| Classifica (2021) | Posizione massima |
| ----------------- | ----------------- |
| Austria           | 47                |
| Belgio (Vallonia) | 160               |
| Germania          | 5                 |
| Finlandia         | 9                 |
| Norvegia          | 31                |
| Svizzera          | 35                |